# Fuensanta Méndez

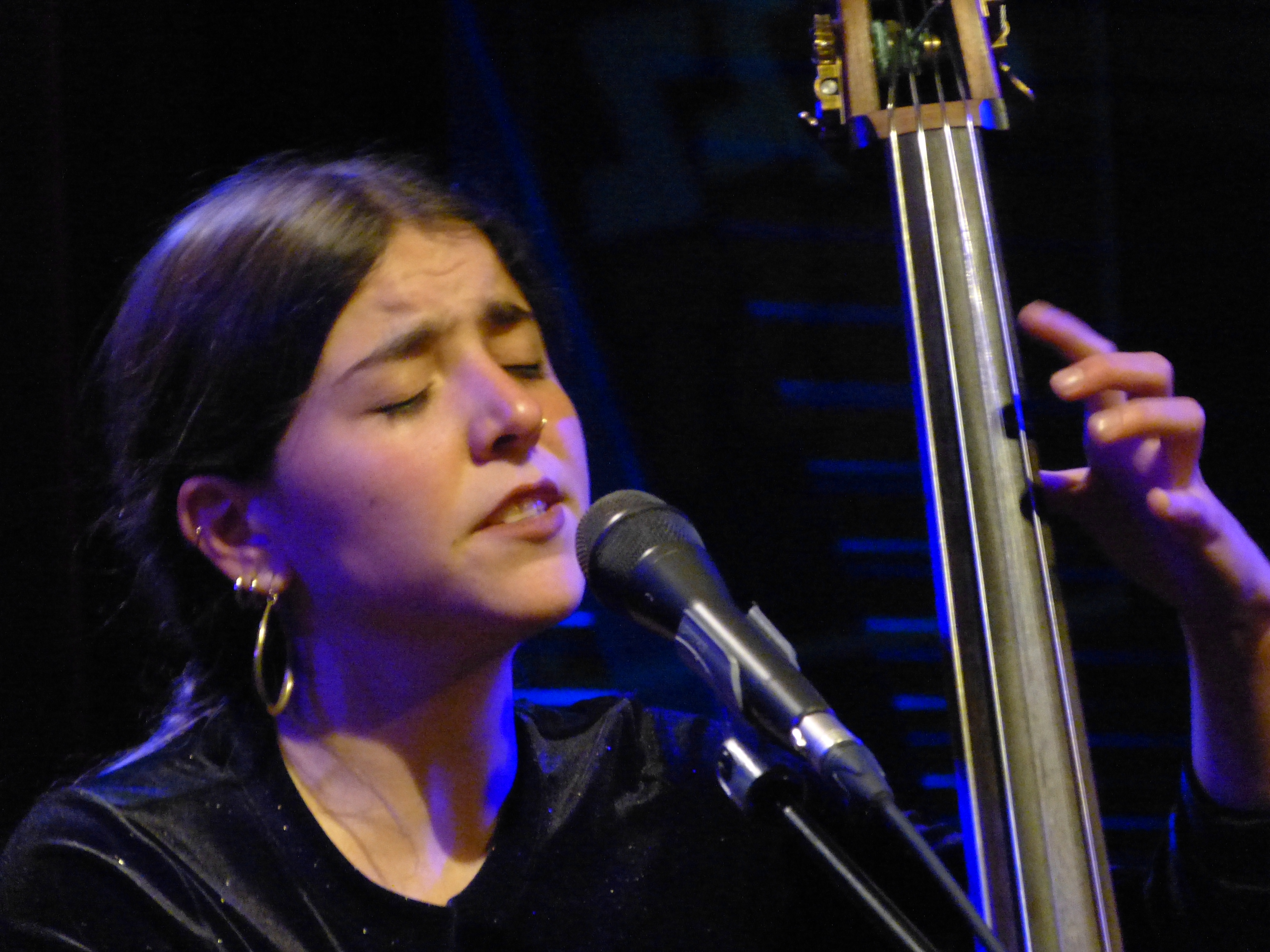
Fuensanta Méndez (2020)

Fuensanta Méndez (* 1995 in Tlalnelhuayocan) ist eine mexikanische Jazz- und Improvisationsmusikerin (Kontrabass, Gesang, Komposition), die zumeist unter ihrem Vornamen Fuensanata auftritt.

## Leben und Wirken
Fuensanta wuchs in einem künstlerischen Elternhaus im Regenwald von Veracruz ohne Fernsehen auf; bereits als junges Mädchen schrieb sie Gedichte; Spaziergänge und Spiele im Wald regten ihre Fantasie an. Bis zu ihrem 13. Lebensjahr wollte sie Tänzerin werden, bis sie nach ihrer ersten Gesangsstunde beschloss, Sängerin zu werden. Sie nahm Privatunterricht in Gesang und Perkussion.
Fuensanta zog 2015 nach Amsterdam, wo sie Gesang und Kontrabass studierte; 2019 schloss sie das Studium am Conservatorium van Amsterdam mit Auszeichnung ab. Nachdem sie 2016 den Princess Christina Jazz Concours gewonnen hatte, trat sie mit ihrem Quintett 2017 beim North Sea Jazz Festival und seitdem in ganz Europa und Mexiko auf. Mit ihrem Ensamble Grande, zu dem Marta Arpini, Sanne Rambags, Sun-Mi Hong, Guy Salomon und Alistair Payne gehörten, legte sie 2020 ein Livealbum vor und trat 2023 beim Jazzfest Berlin im Haus der Berliner Festspiele auf. 2023 folgte ihre EP Principio del Fuego , die sie mit Louis Cole produzierte. Mit Cole konzertierte sie beim Festival Canarias Jazz 2022. Sie ist auch auf Alben von Ben van Gelder, Sun-Mi Hong und Louis Cole/Jules Buckley zu hören.
BR Klassik meinte: „Fuensanta Méndez ist eine Geschichtenerzählerin, der man immer folgen kann, auch wenn man kein Wort versteht. Ihre Musik pendelt auch zwischen diesen Extremen: geschmeidig, lieblich, zart und sperrig, hart und atonal. Der Kontrabass ist ihr Instrument neben der Stimme, und es scheint, als sei er ihr Anker im Boden, der sie erdet, während die Stimme in den Himmel steigt.“